# 공주 (후한)
공주(孔伷, ? ~ 190년?)는 중국 후한 말의 정치가로, 자는 공서(公緖)이며, 연주(兗州) 진류군(陳留郡) 사람이다.

## 생애
같은 군 사람 부융(符融)이 진류태수 풍대(馮岱)에게 범염(范冉)·한탁(韓卓)과 함께 추천해 주었고, 풍대는 공주를 상계리(上計吏)에 임명하였다.
동탁이 정권을 잡은 후, 주비와 허정을 등용하여 인사를 맡겼는데, 이들이 각지의 자사와 태수를 추거하면서, 공주도 이들에 의해 예주자사가 되었다. 그러나 공주는 주비와 허정이 천거한 다른 자사와 태수들, 즉 한복, 유대, 장막와 함께 반동탁 연합군에 참여했다. 이 때문에 생명의 위협을 느낀 허정의 망명을 받아들였고, 허정은 공주가 죽은 후에 진의, 왕랑 등에게 의탁하며 계속 유랑을 떠났다.
정태는 동탁에게 공주를 두고, “공공서는 청담고론에 능하여, 마른 나무에 생기를 불어넣는다.”라고 했다.
예주 지방에 근거하였으며, 반동탁 연합군에 참가하기도 했다. 청담이나 고루한 학문에는 어느 정도 수준이 있었으나, 난세의 군벌로는 아주 모자란 인물이었다고 전해진다.

## 공주를 섬긴 사람들
- 허정 문휴(文休)
- 허탕

## 같이 보기
- 삼국지 인물 목록